# シルヴィー・ユー
シルヴィー・ユー（Sylvie_Hue）は、パリ・ギャルド・レピュブリケーヌ管弦楽団のクラリネット首席奏者であり、指導者としても定評がある。パリ国立高等音楽院で研鑽を積む傍ら、パリ第12大学で文学も専攻した。
ギィ・ドゥプリュとクリスチャン・ラルデに師事し、1987年にクラリネット科で満場一致で首席卒業、1988年には室内楽科で首席卒業。同年、近代文学で学士号も取得した。また、作曲家で音楽学者のジャン＝ミシェル・バルデのもとでエクリチュールを学ぶ。
1988年には第2回日本クラリネットコンクールにおいて第1位、1991年にはプラハの春国際音楽コンクールで入賞し、フランス内外でリサイタルやオーケストラとの共演を果たした。また、パロニム・トリオのメンバーであるピアニストのフレデリック・ラギャルドとともにデュオを組み、定期的に公演を行うほか、国際クラリネット会議にも定期的に参加している。
教育活動にも力を入れており、パリ南郊外のオルセー音楽院で後進の指導にあたるほか、チェコ共和国のオストラヴァ大学、グラスゴーのスコットランド王立音楽院、スペインのアヴィラ・アカデミー、洗足学園音楽大学、国立台湾師範大学、北京大学でマスタークラスを開催。他方、パリの音楽出版社コンブルでコレクション・ディレクターも務めている。
ピエール・アンスラン、ロジェ・ブートリー、グラシアーヌ・フィンジ、アルマンド・ギドーニといった多くの著名な作曲家たちが、彼女に協奏曲や室内楽曲を献呈している。
愛用楽器はパリ・セルマー社の「プリヴィレッジ」である。

## ディスコグラフィー (抜粋)
- La clarinette de la Belle Époque, vol. I & Il -, piano : Roger Boutry, REM (Polygram) 311209 XCD/ 311295 XCD
- Concerto n° 1 de Carl Maria von Weber, Orchestre d'harmonie de la Force Aérienne Belge, Éditions Robert Martin RM 08956 IL 660
- Concerto pour clarinette et orchestre à cordes d’Armando Ghidoni, Éditions Pizzicato Pizz 04
- Breeze on the sea (répertoire britannique pour clarinette et piano), piano: Roger Boutry, Édition Syrius (Coda) Syr 141349
- Contre-Chant, duo avec Frédérique Lagarde (piano), œuvres de Francis Poulenc, Jacques Castérède, Roger Boutry, Nicolas Bacri et Pierre Sancan, Le Chant de Linos, CL 0939